# Phil Boswell
Philip John Boswell (né le 23 juillet 1963) est un homme politique du Parti national écossais (SNP). 

## Biographie
Boswell grandit à Coatbridge et y travaille pendant une brève période en tant que policier .
Boswell travaille ensuite dans l'industrie pétrolière, en tant que métreur et ingénieur de contrats . Il passe plus d'une décennie dans l'industrie pétrolière et gazière, avec un travail qui le conduit à Hong Kong, en Égypte et aux Malouines .
Il est député de Coatbridge, Chryston et Bellshill de 2015 jusqu'à sa défaite face au candidat travailliste Hugh Gaffney aux élections générales de 2017 par 1586 voix 